# 德馬威·赫馬西
德馬威·赫馬西（卑南語：Demaway-Hemasi）是台灣卑南族傳統信仰中的創造神，創造了包括人類在內的一切萬物，也是族人最崇敬的神祇，後來祂的定位被外來的傳教士拿來跟上帝進行結合。

## 簡述
「德馬威」（Demaway）的意思是「至高者」、「赫馬西」(Hemasi)的意思是「創造者」，另外祂也有如「pakaTaw-pavensen」（造人者）、「na uLa I kaylangan I kayTasan」（在天者）、「na pakuwamau-na pakuwaziu」（宰制者）等別名，祂在創造世界後又創造了人，主宰著世間的一切，雖然卑南族人對祂並沒有明確的形象和祭祀方式，也不知道祂是怎麼創造世界的，但族人對祂相當敬重。